# John Clellon Holmes
John Clellon Holmes (Holyoke, Massachusetts, 12. ožujka 1926., - Middletown, Connecticut, 30. ožujka 1988.), bio je američki pjesnik pjesnik, pisac, i profesor, najpoznatiji po svom romanu  Go (hr. Idi), iz 1952. Roman Go smatra se prvim romanom "beat generacije", i opisuje događaje iz Holmesovog života s prijateljima Jackom Kerouacom, Nealom Cassadyem i Allenom Ginsbergom. Često je nazivan "the quiet Beat," (tihi beatnik) i bio je jedan od Kerouacovih najbližih prijatelja. Napisao je i roman The Horn koji se smatra jazzromanom koji je dolazio iz beat generacije.

## Vanjske poveznice
- John Clellon Holmes: Gallery of book covers
- John Clellon Holmes: Recordings Arhivirana inačica izvorne stranice od 4. veljače 2012. (Wayback Machine)
- John Clellon Holmes: Papers at Kent State University
- "This Is the Beat Generation," The New York Times, November 16, 1952.